# Johannes Thiele
Karl Hermann Johannes Thiele Thiele (1º giugno 1860 – 5 agosto 1935) è stato uno zoologo tedesco.
Sotto l'influenza di Franz Eilhard Schulze (1840-1921), redasse numerose pubblicazioni sulle spugne, dove descrisse soprattutto specie scoperte da Eduard Oscar Schmidt (1823-1886) nel nord-est dell'Atlantico.
Dal 1904 al 1925, fu conservatore delle collezioni malacologiche del Museo di storia naturale di Berlino.
Thiele, tra il 1929 e il 1935, fece pubblicare il suo Handbuch der Systematischen Weichtierkunde (o Manuale di malacologia sistematica) in due volumi. In esso modificò il concetto sviluppato da Henri Milne-Edwards (1800-1885) nel 1848 e propose tre sottoclassi: i Prosobranchia, gli Opisthobranchia e i Pulmonata. Quest'opera è stata il punto di riferimento dei malacologi per tutto il XX secolo. Nel 1992, essa fu ristampata e tradotta in inglese da R. Bieler e P. M. Mikkelse con il titolo di Handbook of Systematic Malacology. Nel 1993, è stata nuovamente stampata in tedesco. Solamente in questi ultimi anni, sotto l'influsso dei nuovi studi filogenetici, la sua classificazione è stata modificata.
| Thiele è l'abbreviazione standard utilizzata per le specie animali descritte da Johannes Thiele. Categoria:Taxa classificati da Johannes Thiele |